# Юмрук кая (крепост)
Крепостта „Юмрук кая“ се намира на едноименния връх Юмрук кая, на 1,9 km югозападно с. Гняздово (Община Кърджали) и на 2,5 km от язовир „Студен кладенец“. 

## Описание
Крепостта е изградена от древните траки на плоско плато с високи и отвесни стени от юг и запад, много стръмни от изток и север. Платото е достъпно от север и изток, където е изградена крепостна стена, дълга около 600 m. Крепостната стена опасва платото само от северната и източната страна, от останалите страни се спускат непревземаеми, отвесни скали. Стената е широка около 2 m. Изградена е от ломен камък без спойка. Обикаля най-уязвимите и достъпни места по ръба на платото. Във вътрешността на крепостта се намират останките от големи градежи, основите на които са запазени.
На най-високото място, в югозападния ъгъл на крепостта, през Първото българско царство е изградена малка крепост, която по всяка вероятност е изпълнявала стражеви и наблюдателни функции. Крепостната стена е била изградена от ломен камък, споен с жълтеникаво-червена глина. Особеното при нея е, че не позволява отмиване от дъжда и пускането на корени в нея на растения. (Същата глина се използва по селата в Източна Сърбия за изграждането на дувари и плевни.) 
На около 200 m. източно от крепостта на малко скално било през Римската епоха е построена сграда, която вероятно е изпълнявала функцията на параклис. В близост до крепостта „Юмрук кая“ е минавал античен път по протежението на р.Арда. 